# GAGA LIFE.
GAGA LIFE.（ガガ ライフは、THE MAD CAPSULE MARKETSのシングル。

## 解説
- 3ヶ月連続リリースの第二弾（第一弾が前作シングル「CH(A)OS STEP」、第三弾がアルバム「010」）。前作同様、このCDはCDエクストラ仕様となっており、インターネットに接続することによって、歌詞を見ることができる。
- 前作同様に完全限定生産となっており、「WHITE CRUSHER」のキューブリックが付属している。
- この時代にしてはマキシシングルではなく珍しく8cm CDで発売。なので再生機器によってはアダプターが要るなどの注意が必要。

## 収録曲
1. opening : operation M.A.D.
2. GAGA LIFE.